# Jüdischer Friedhof in der Geschwister-Scholl-Straße

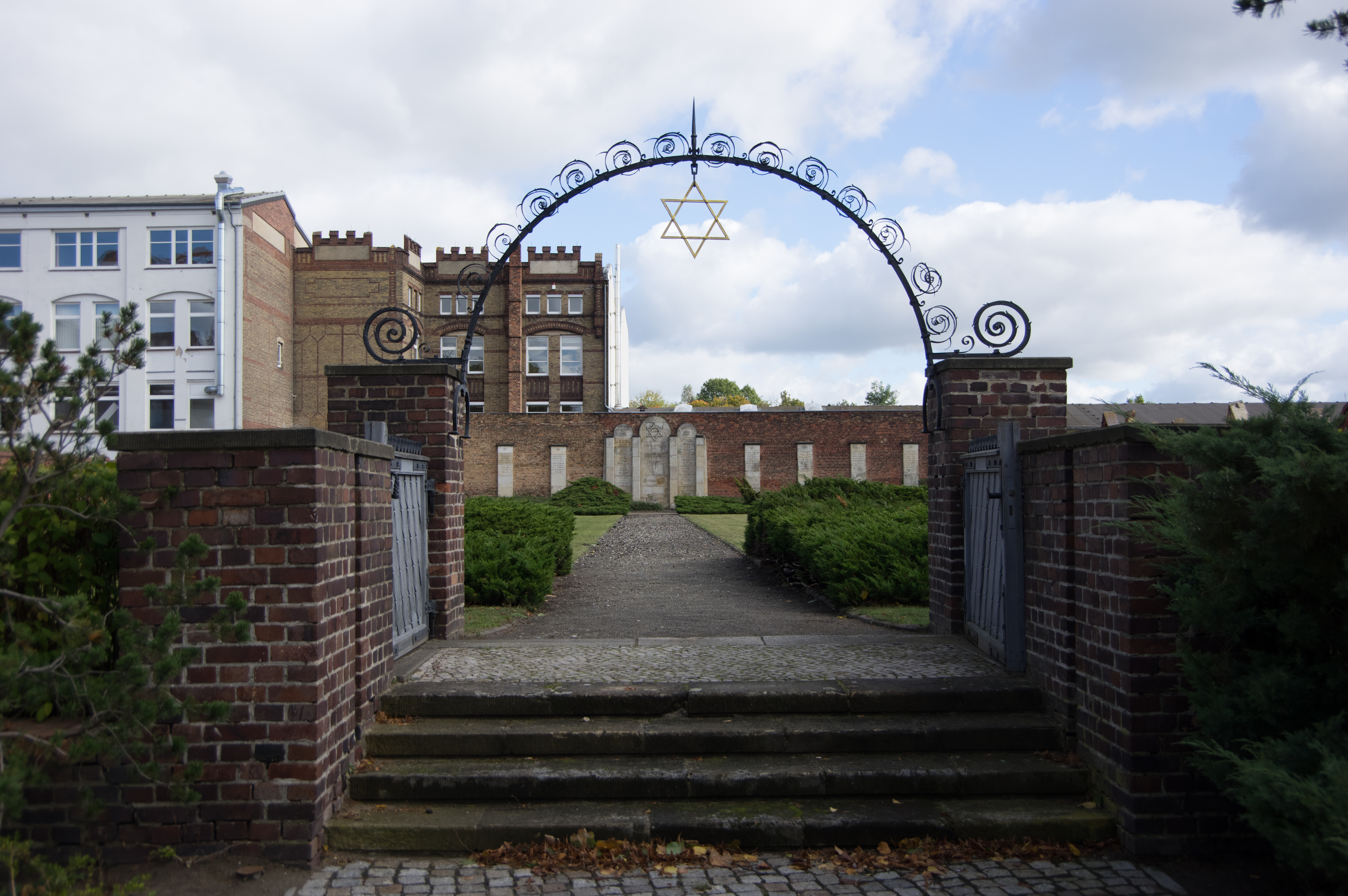
Der Jüdische Friedhof in der Geschwister-Scholl-Straße

Der Jüdische Friedhof in der Geschwister-Scholl-Straße in Brandenburg an der Havel ist der ehemalige Friedhof der jüdischen Gemeinde der Stadt und Holocaustgedenkstätte. Er ist als Baudenkmal ausgewiesen und einer von zwei im 20. Jahrhundert genutzten jüdischen Friedhöfen in der Stadt.

## Geschichte
Ein erster jüdischer Friedhof bestand bereits spätestens ab dem 14. Jahrhundert südöstlich der Neustadt Brandenburg. Spätestens nach der Vertreibung der Juden aus der Mark Brandenburg 1571 kam jedoch sämtliches Gemeindeleben zum Erliegen und dieser Friedhof dürfte nicht mehr genutzt worden sein. Erst im späten 17. Jahrhundert siedelten wieder Juden in Brandenburg. Die Jüdische Gemeinde legte 1747 einen neuen Friedhof an. 1770 wurde ein Leichenhaus errichtet. Der Friedhof wurde letztmals um 1840 erweitert. 1860 baute man das Leichenhaus um, ehe es 1895 einem Neubau weichen musste.
In der Reichspogromnacht vom 9. auf den 10. November 1938 wurde durch die Nazis neben der Synagoge auch der jüdische Friedhof der Stadt geschändet und die Trauerhalle verwüstet beziehungsweise zerstört. Organisator der Zerstörung und antisemitischen Übergriffe war Wilhelm Sievers, der damalige Oberbürgermeister der Stadt. In den folgenden Jahren wurde während des Holocausts das jüdische Gemeindeleben ausgelöscht. Die letzten noch in der Stadt lebenden Mitglieder der Jüdischen Gemeinde wurden am 13. April 1942 deportiert. Lediglich etwa zehn jüdische Bürger der Stadt Brandenburg überlebten die NS-Diktatur.
Der jüdische Friedhof wurde durch den Staat eingezogen. Im Dezember 1943 kaufte die Stadt Brandenburg den Friedhof vom Oberfinanzpräsidenten Berlin-Brandenburg. Diesem war das Eigentum der Reichsvereinigung der Juden in Deutschland kurze Zeit zuvor übertragen worden. Die Stadt verkaufte ihrerseits das Friedhofsgelände im Januar 1945, also nur wenige Monate vor dem Ende des Zweiten Weltkrieges an die Brennaborwerke, die ihre Fabrikanlagen in unmittelbarer Nähe hatten und dort die Anlage eines Sportplatzes planten. Das Kriegsende wenige Monate später verhinderte dieses Vorhaben. In den letzten Kriegswochen wurde der Friedhof jedoch bei einem alliierten Bombenangriff auf die Fabriken schwer beschädigt. 

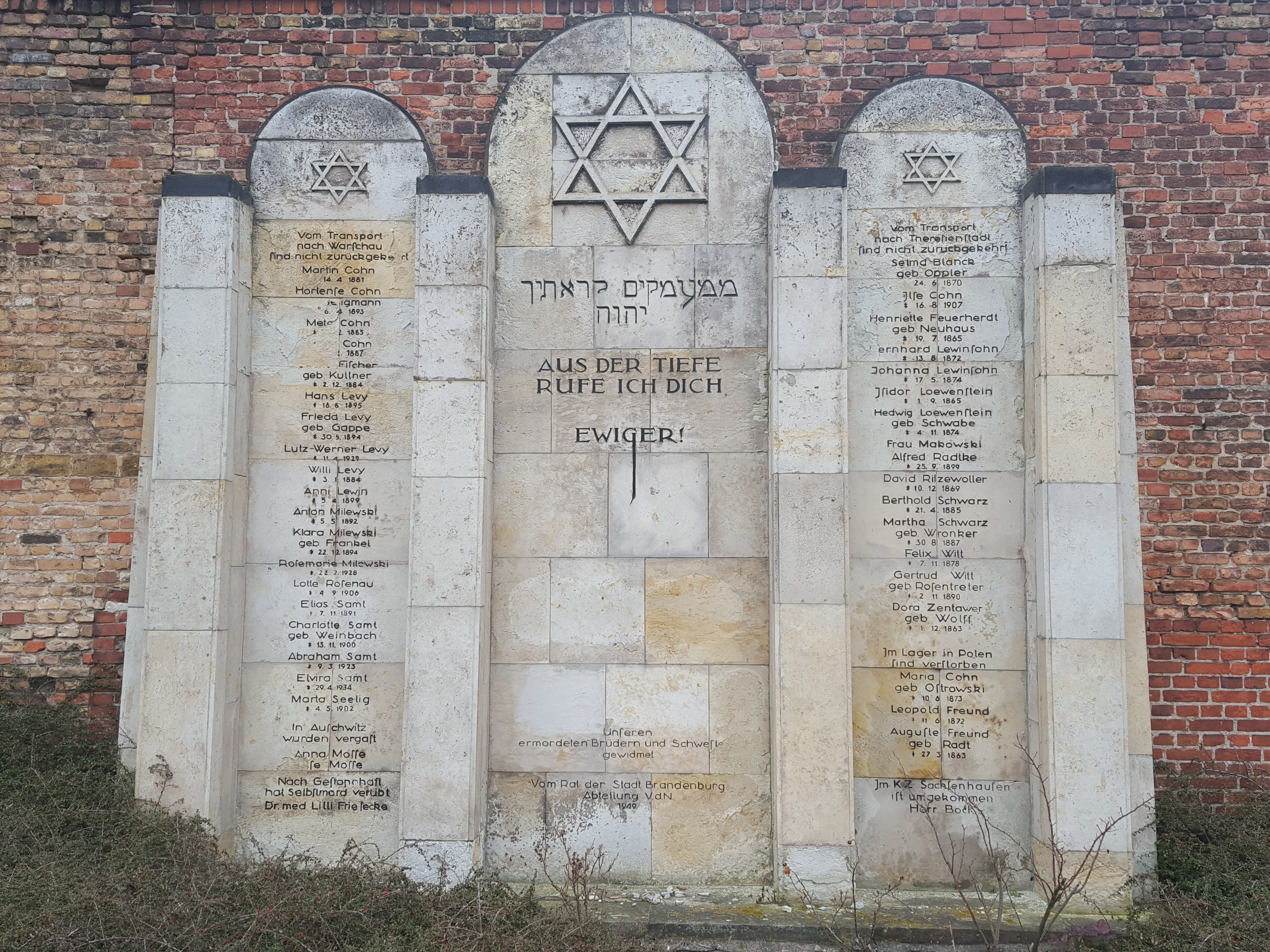
Zentrale Gedenktafel der Holocaustgedenkstätte

Die überlebenden Juden forderten die Stadt Brandenburg 1947 auf, den jüdischen Friedhof wieder herzurichten. So beschloss die Stadtverordnetenversammlung im Vorfeld des Gedenktages für die Opfer des Faschismus am 12. September 1948, den Friedhof einem würdigen Andenken entsprechend als Gedenkstätte zu gestalten. Eine zweite Gedenkstätte entstand an der erhaltenen Südmauer der ehemaligen Synagoge auf dem Pausenhof der Frederic-Joliot-Curie-Schule in der Großen Münzenstraße. Der zerstörte Friedhof wurde geräumt. An der Südostmauer des Friedhofs gestaltete man aus Grabsteinen eine Gedenkmauer mit einer zentral platzierten großen Tafel, auf der die jüdischen Holocaust-Opfer aus der Stadt namentlich aufgeführt sind. Seitlich dieser sind auf weiteren Tafeln an der Mauer die Namen und Todesdaten jener vermerkt, die auf dem Friedhof bestattet wurden. Die Gedenkstätte wurde am 17. Juni 1951 der Jüdischen Gemeinde der DDR übergeben.
Alljährlich finden am Abend des 9. November Schweigemärsche von der Gedenkstätte in der Großen Münzenstraße zum Jüdischen Friedhof statt.